# Схованки (фантастичний трилер)
Схованки — фантастичний трилер, знятий Агнес Мерле за сценарієм Ніка Мерфі. У головних ролях Рейчел Герд-Вуд і Гаррі Тредевей. Фільм є французько-ірландсько-шведським спільним виробництвом.

## Сюжет
Джеймс Ферлонг — останній у довгій лінії Ферлонгів, кожен з яких був благословенний або проклятий дивною здатністю. Його дідусь Чарлі тимчасово осліп, коли думав про секс. Його батько, Філіп, міг вимкнути будь-яку електрику, коли був наляканий. З моменту його насильницького народження, пов'язаного зі смертю матері, його життя здається нещасливим, але незрозуміло, якими здібностями він володіє, якщо такими є. Зростаючи в сільській Ірландії, його бабуся розповідає йому про дивні примхи його предків, і хлопець починає експериментувати на собі, прагнучи відкрити якусь надзвичайну, приховану силу. Але натомість його експерименти призвели до загибелі худоби його родини, а потім швидкої втрати Філіпа та його улюбленої бабусі Шарлотти. Коли йому виповнюється десять років, Джеймс є єдиним із родини Ферлонг, хто вижив.
Якова відправляють до виправної колонії Св. Іуди, але він не легко звикає до тамтешнього життя. Отримавши домашню освіту на фермі, він не має необхідних соціальних навичок або здібностей на спортивному майданчику. Над ним знущаються інші хлопці, особливо Кевін і Стівен. Його єдиний друг — Ліам, єдиний, хто виявляє до нього будь-яку доброту. Потім його фантастичні сили вбивають злого пса Дінь-Дінь, що кидає тренера. Директор, пані Мур підозрює Кевіна через його самовдоволене ставлення. Кевін і Стівен нападають на Джеймса за те, що Кевін потрапив у халепу. Потім таємнича хвороба пронизує виховну колонію, вбиваючи всіх, крім Джеймса та Ліама, який втікає та має лише проблеми з легенями. У хаосі, що настає, він нарешті починає усвідомлювати темну, руйнівну природу своїх сил і при першій нагоді ховається.
Через багато років його виявляє молода жінка. Він живе самотнім життям, повністю ізольованим від суспільства. Мей (названа на честь актриси Мей Вест) втекла з лікарні, де вона лікувалася від раку, і випадково натрапила на котедж Джеймса глибоко в лісі. Спочатку він не бажає мати з нею нічого спільного, боячись заподіяти їй шкоди, але Мей вже змирилася зі своєю долею і боїться зовсім небагато — особливо не Джеймса з його м'яким характером і дитячою невинністю. Навіть коли вона дізнається його історію, вона не боїться і закликає його залишити котедж і своє самотнє життя. Мей хоче насолоджуватися тим часом, який їй залишився у світі, і ненавидить бачити, як хтось такий люблячий і співчутливий ізольований від нього та відмовляє собі у всьому, що може запропонувати життя.
Невдовзі вони закохуються, але незабаром Мей повертається до лікарні. Джеймс відвідує її, де вони завершують своє кохання. Незабаром після цього Джеймс стикається з Ліамом, єдиним із виправної колонії, хто вижив. У останніх кульмінаційних сценах Ліам стикається з Джеймсом, який руйнує його минуле, і, перш ніж втекти, вбиває його ножицями. Дивні сили Джеймса вилікували всіх у лікарні та зупинили смерть Мей. Фільм закінчується через шість років тим, що Мей розповідає про Джеймса їхній шестирічній дочці Діані (названій на честь співачки Даяни Росс).

## Акторський склад
- Рейчел Герд-Вуд — Мей-Вест О'Мара
- Гаррі Тредевей — Джеймс Ферлонг
- Джеймс Вілсон — Джеймс Ферлонг (10)
- Томас Броді-Сенгстер — Ліам
- Сьюзен Лінч — місіс О'Мара
- Стюарт Грем — сержант
- Аарон Монахен — Філіп Ферлонг
- Діармуїд О'Двайєр — Ліам (11)
- Крейг Конноллі — Кевін
- Патрік Бехан в ролі Джиммі
- Калем Мартін — Стівен
- Кріс Джонстон — Булі
- Шейн Каррі в ролі хулігана 3
- Кейт О'Тул як місіс Мур
- Берн Діган — Чарлі Ферлонг (32)
- Мейрід Рейнольдс — Шарлотта Ферлонг (28)
- Холлі Грегг у ролі Лори
- Ніам Шоу в ролі нічної медсестри
- Том Коллінз — містер Бойл
- Бріанна О'Дрісколл — Діана-Росс Ферлонг-О'Мара
- Каллум Мелоні — Філіп Ферлонг (5)
- Джо Дермоді в ролі тренера Хенлі

## Виробництво
Основні зйомки розпочалися 10 травня 2010 року в Ірландії. Зйомки проходили в Віклові та Міті. Зйомки мали тривати два місяці, але завершення основних зйомок було відкладено через хворобу Герд-Вуда. Місцями зйомок були замок Баллігарт у Джуліанстауні, Міт і замок Шангана в Шенкіллі, Дублін. Спочатку фільм називався Останній Ферлонг, але був змінений на Схованки. Прем'єра відбулася на кінофестивалі Трайбека в 2011 році.